# بدر الحارثی
بدر الحارثی (انگلیسی: Bader Al-Harthi؛ زادهٔ ۲ آوریل ۱۹۹۴) بازیکن فوتبال اهل امارات متحده عربی است.